# Single Wire Protocol
Single Wire Protocol (SWP, «однопроводной протокол») — стандарт физической шины данных и протокола обмена для связи SIM-карты и микросхемы NFC-интерфейса. Разрабатывается Европейским институтом телекоммуникационных стандартов в сотрудничестве с производителем SIM-карт Gemalto.

## Стандарт
Первая ревизия стандарта в виде документа ETSI TS 102 613 была принята в октябре 2007 года. Стандарт определяет физический и канальный уровень модели OSI. Физический интерфейс использует свободный контакт C6 стандартной ISO 7816 SIM-карты. Канальный уровень создан на базе протокола HDLC (ISO 13239).

Поверх SWP отдельным стандартом специфицирован транспортный уровень модели OSI. Стандарт ETSI TS 102 622 был принят в феврале 2008 года под названием HCI (Host Controller Interface).

## Причины появления
Стандарт возник как ответ на потребность в разделении финансовых потоков и приватных данных сотового оператора и операторов соответствующих сервисов, использующих встроенную в телефон технологию NFC для своих целей. Сделать такое разделение можно только в рамках высокозащищенного персонализируемого контейнера которым является SIM-карта. Чтобы облегчить производителям телефонов интеграцию с NFC решили обойти телефон как лишнего посредника в передаче данных и соединить микросхему физического уровня NFC непосредственно с SIM-картой.

## Архитектура использования
Для упрощения взаимодействия изготовителей SIM-карт, сотовых провайдеров и поставщиков банковских услуг была принята инициатива Pay-By-Mobile в рамках которой предлагалось создать доверенный центр эмиссии SIM-карт (Trusted Service Manager, TSM). Раньше эмиссию SIM-карт осуществлял сотовый оператор и любое использование SIM-карты не по прямому назначению должно было согласовываться с ним и выполняться с его непосредственным участием. Теперь же предлагается передать функцию эмиссии SIM-карты доверенному центру TSM, таким образом сотовый оператор становится одним из множества равноправных пользователей фактически не принадлежащего ему сервиса SIM-карт. Любой желающий, создавший свой сервис мобильных платежей, будет вести переговоры об этом с единым TSM, а не с множеством сотовых операторов.
Архитектура множественного доступа к SIM-карте и управление ключами доступа стандартизованы в GlobalPlatform Card Specification.

## Реализации
Компания NXP выпускает микросхему NFC-считывателя с интерфейсом SWP под названием PN544.